# NGC 935
NGC 935 is een spiraalvormig sterrenstelsel in het sterrenbeeld Ram. Het hemelobject werd op 18 september 1885 ontdekt door de Amerikaanse astronoom Lewis A. Swift. Dit sterrenstelsel is het noordelijke deel van het interactieve sterrenstelsel Arp 276.

## Synoniemen
- PGC 9388
- UGC 1937
- MCG 3-7-15
- ZWG 462.16
- KCPG 68A
- Arp 276
- IC 1801
- VV 238
- IRAS 02253+1922
- 2MASX J02281114+1935568
- ADBS J022807+1935
- KPG 68
- LEDA 9388